# 豐橋站
豐橋站（日语：〔〕／ Toyohashi eki */?）是位於日本愛知縣豐橋市花田町，為東海旅客鐵道（JR東海）、名古屋鐵道（名鐵名古屋本線）與日本貨物鐵道（JR貨物）所共用的鐵路車站。
除了豐橋車站本身之外，在車站周圍還存在兩個隸屬於豐橋鐵道（豐鐵）的車站，分別是路面電車線東田本線的起點站前車站（駅前駅），與鐵路線渥美線的起點新豐橋站，轉車便利。
一直到豐橋車站1998年為止，豐橋車站都還有貨運列車的停靠。今日豐橋車站的貨運列車服務早已停止，取而代之的，JR貨物在此設置了豐橋線外貨運站（豊橋オフレールステーション，簡稱為「豐橋ORS」），以一般道路上的貨車運輸之方式，提供較有彈性的運輸服務。

## 車站結構
東海道新幹線月台設計為2月台3軌道（上下行線的正線沒有月台，下行設有1條避車線的側式月台，而上行則設兩條避車線的島式月台），傳統鐵路部分為5月台8軌道的地上車站。另外，車站的剪票口是JR東海（不含新幹線）及名古屋鐵道共用的，驗票閘門同時對應兩家公司的車票。

### 月台配置

#### 在來線
| 月台  | 路線名         | 方向 | 目的地                 |
| ----- | -------------- | ---- | ---------------------- |
| 1、2  | 飯田線         | -    | 豐川、飯田方向         |
| 3     | 名鐵名古屋本線 | -    | 東岡崎、名鐵名古屋方向 |
| 4     | 東海道本線     | 下行 | 岡崎、名古屋方向       |
| 4     | 飯田線         | -    | 豐川、飯田方向         |
| 5 - 8 | 東海道本線     | 下行 | 岡崎、名古屋方向       |
| 5 - 8 | 東海道本線     | 上行 | 濱松、靜岡方向         |

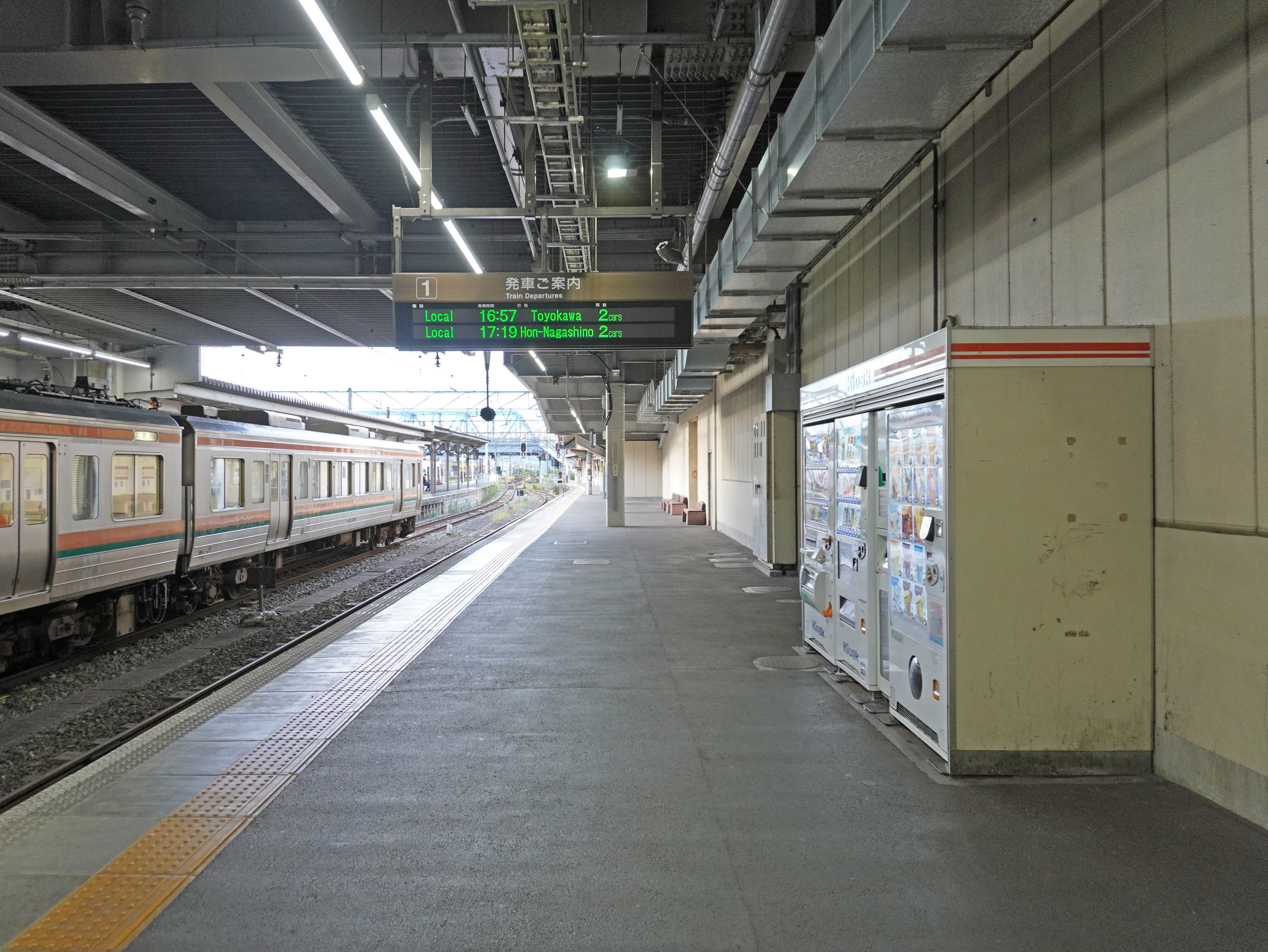
在來線1號月台（2022年10月）
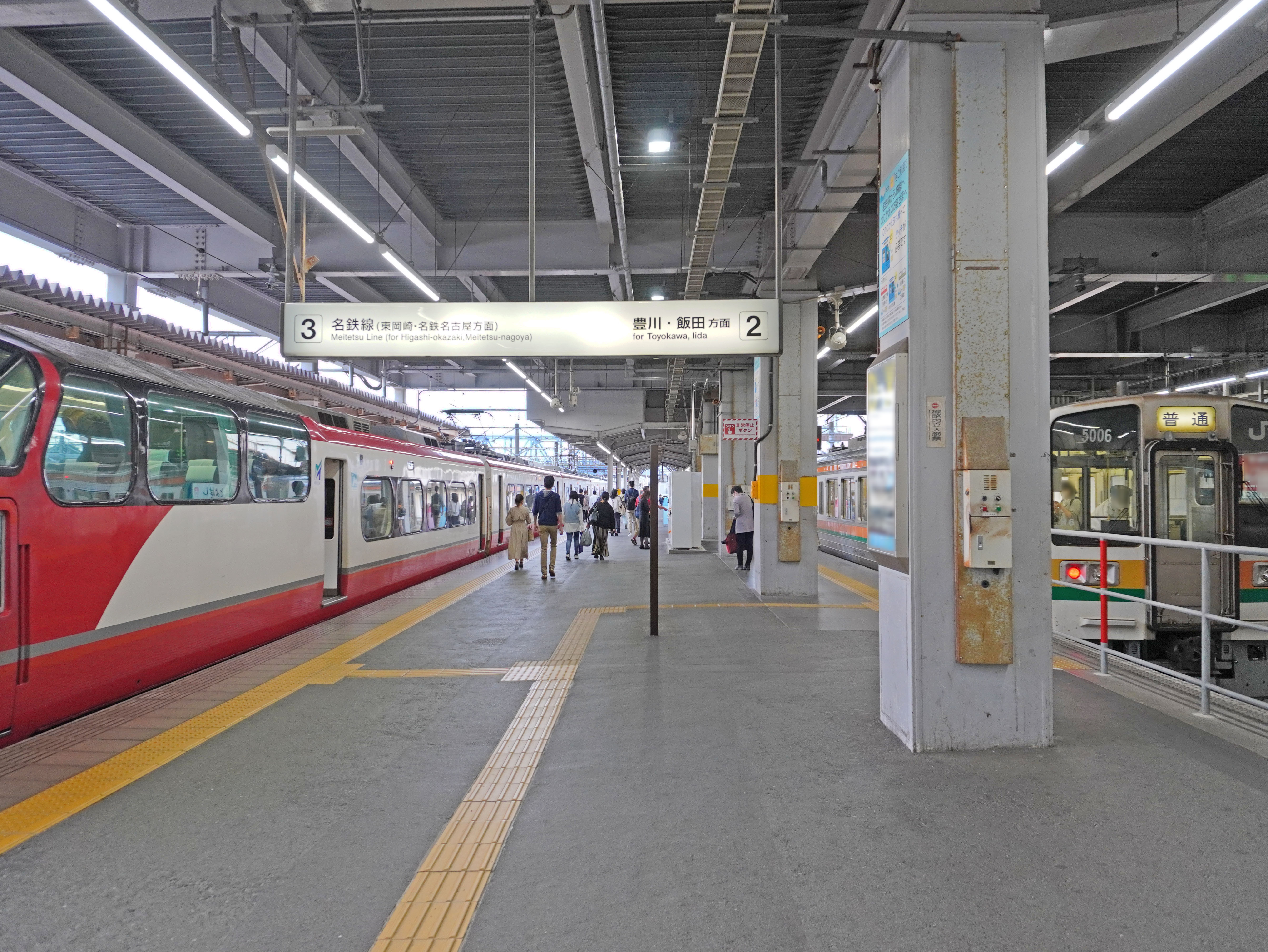
在來線・名鐵線2・3號月台（2022年10月）
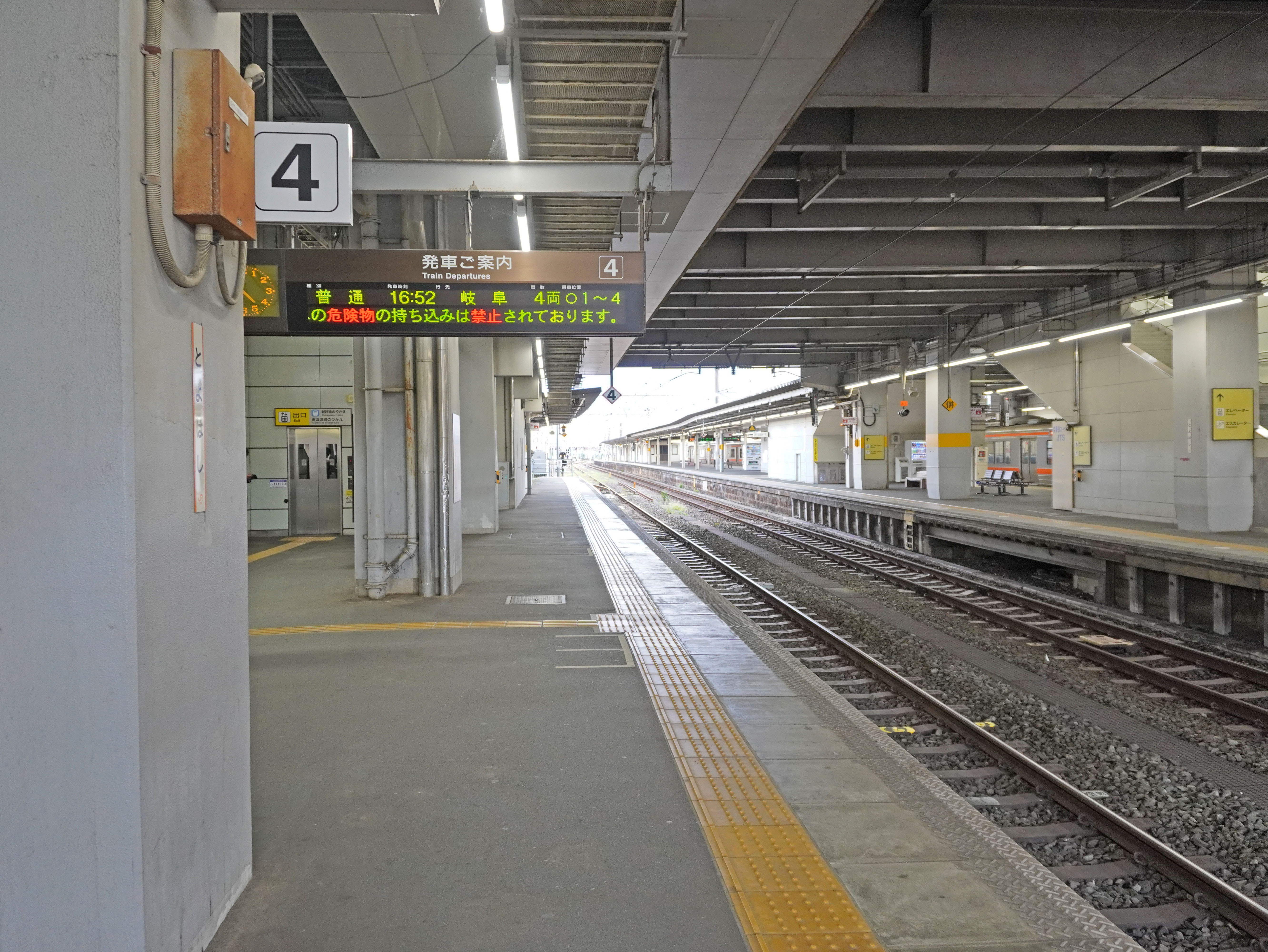
在來線4號月台（2022年10月）
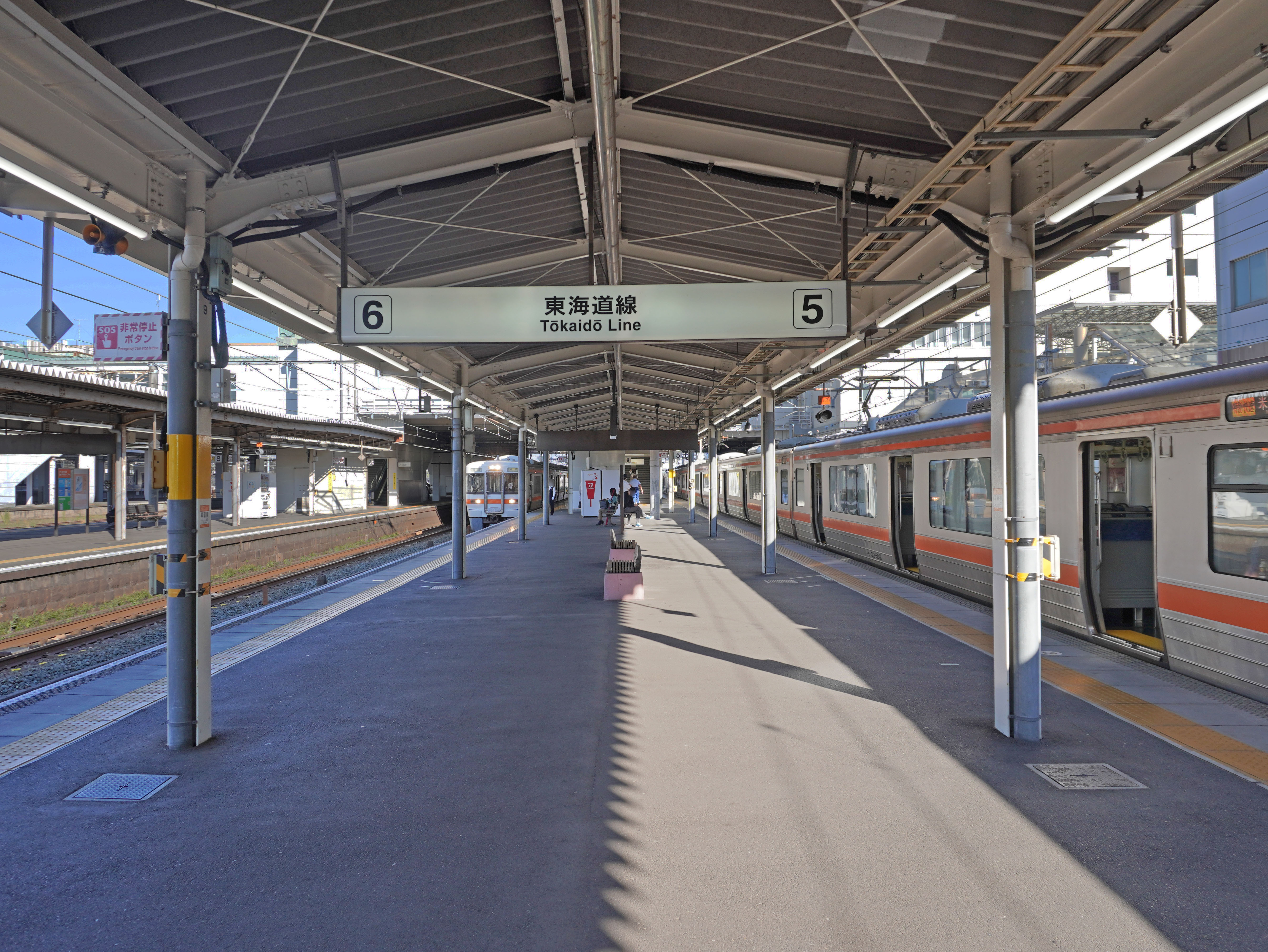
在來線5・6號月台（2022年10月）
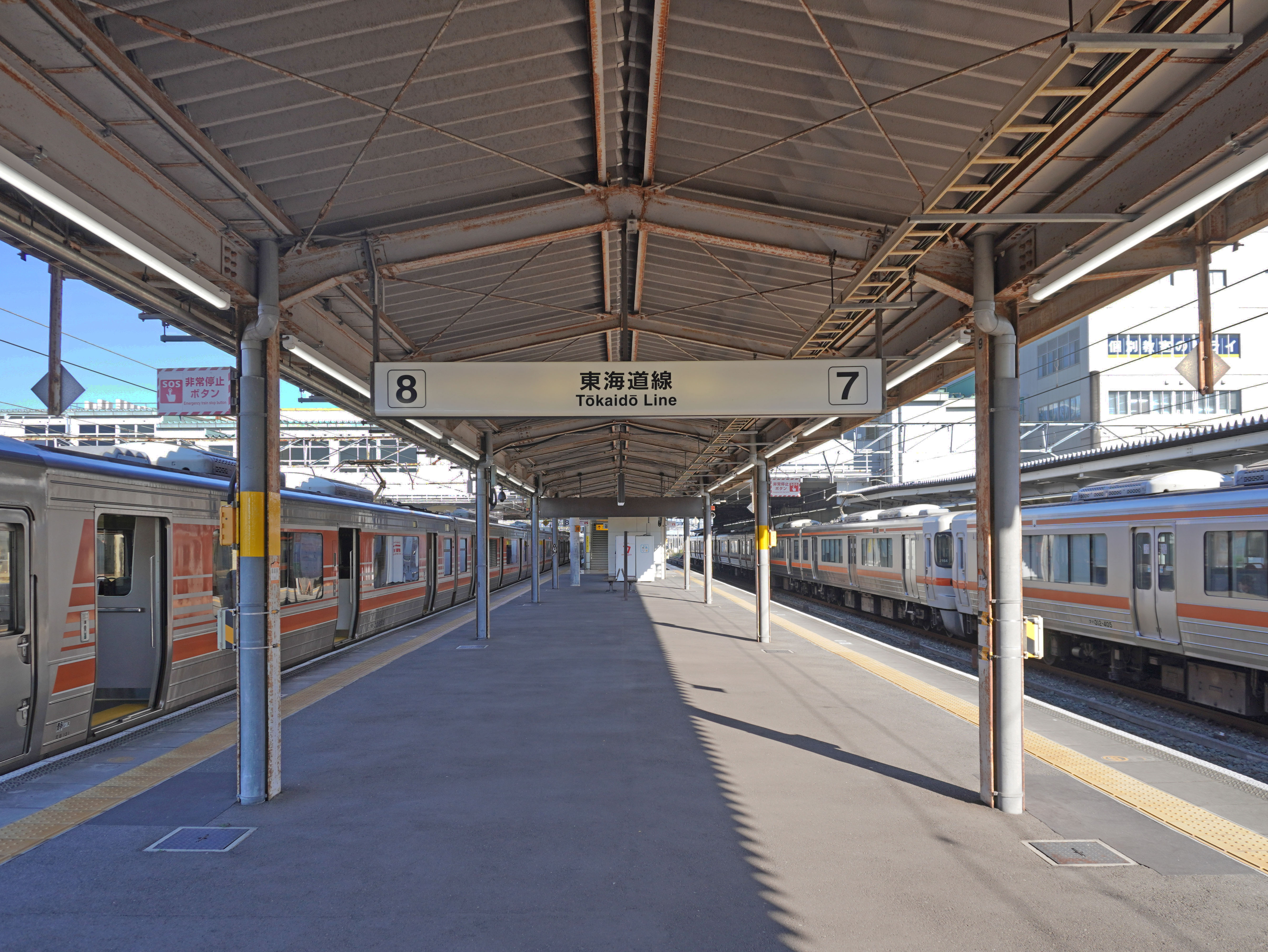
在來線7・8號月台（2022年10月）
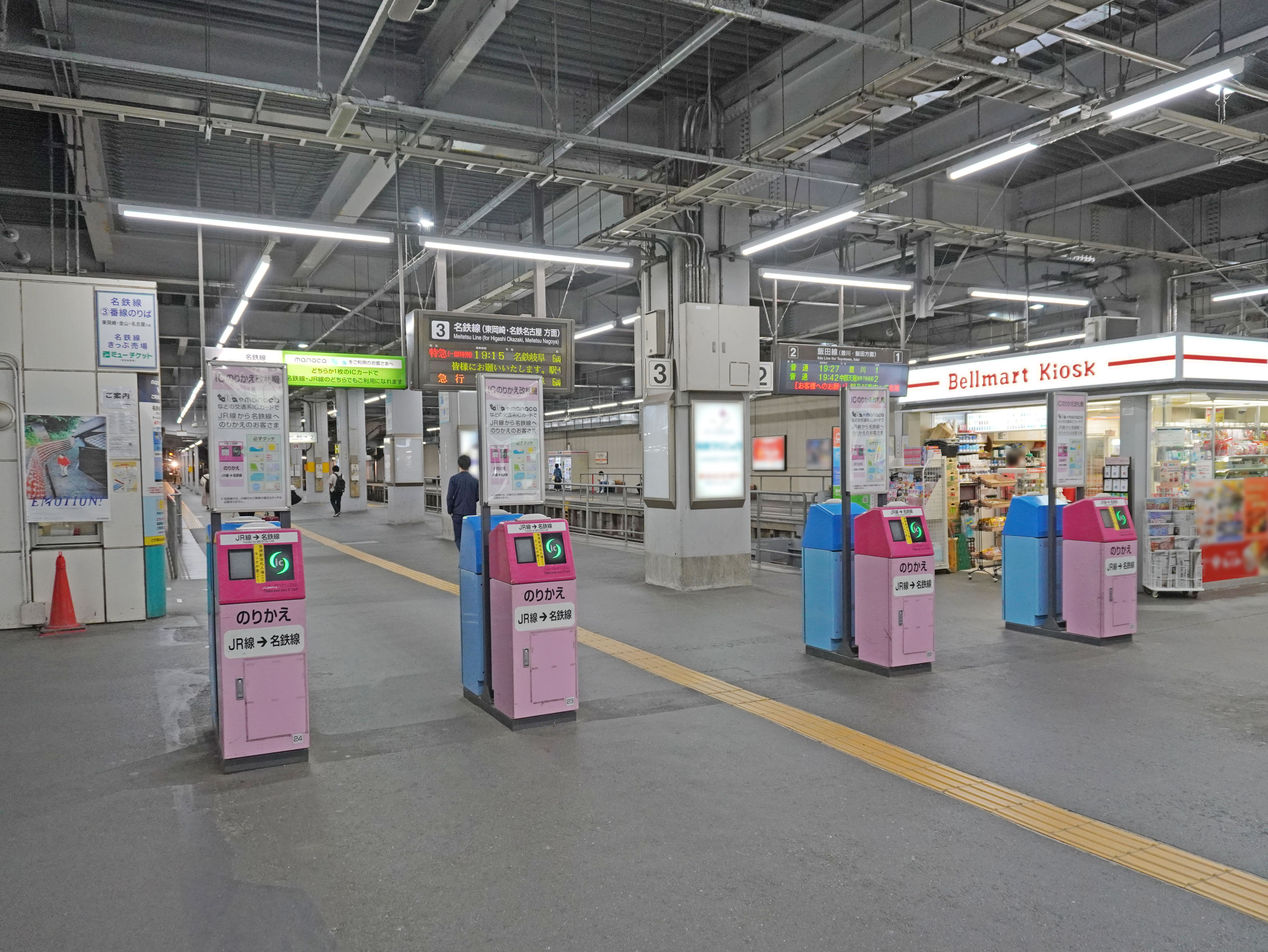
在來線・名鐵線轉乘檢票機（2022年10月）
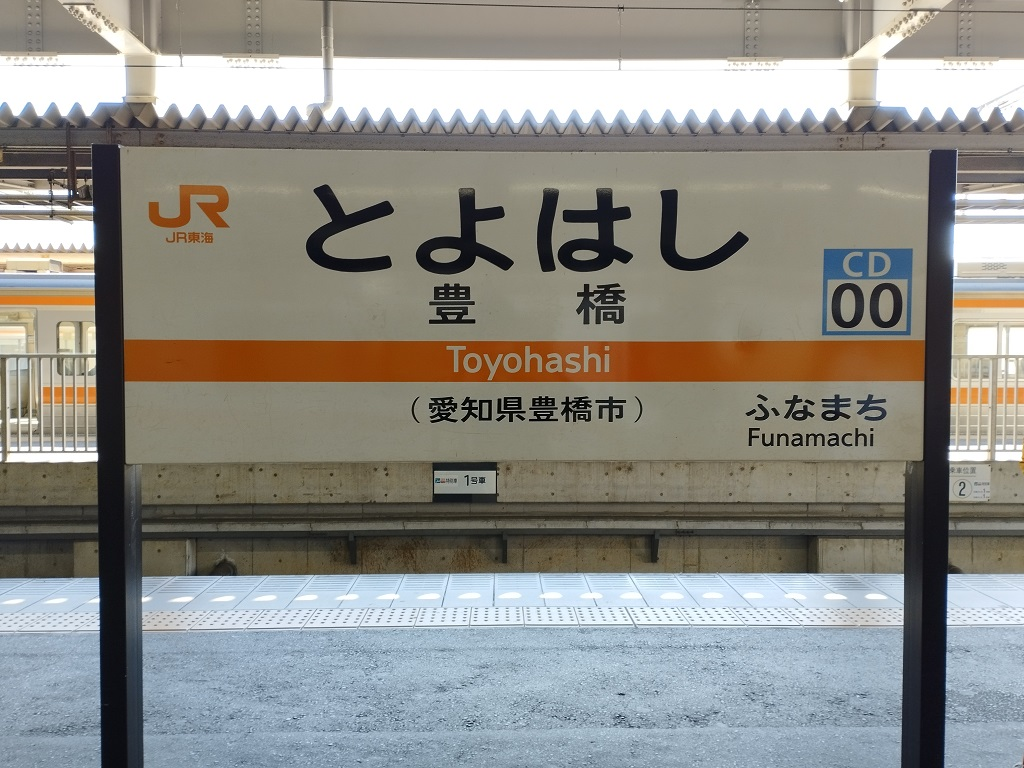
JR東海飯田線站名標記（2022年5月）
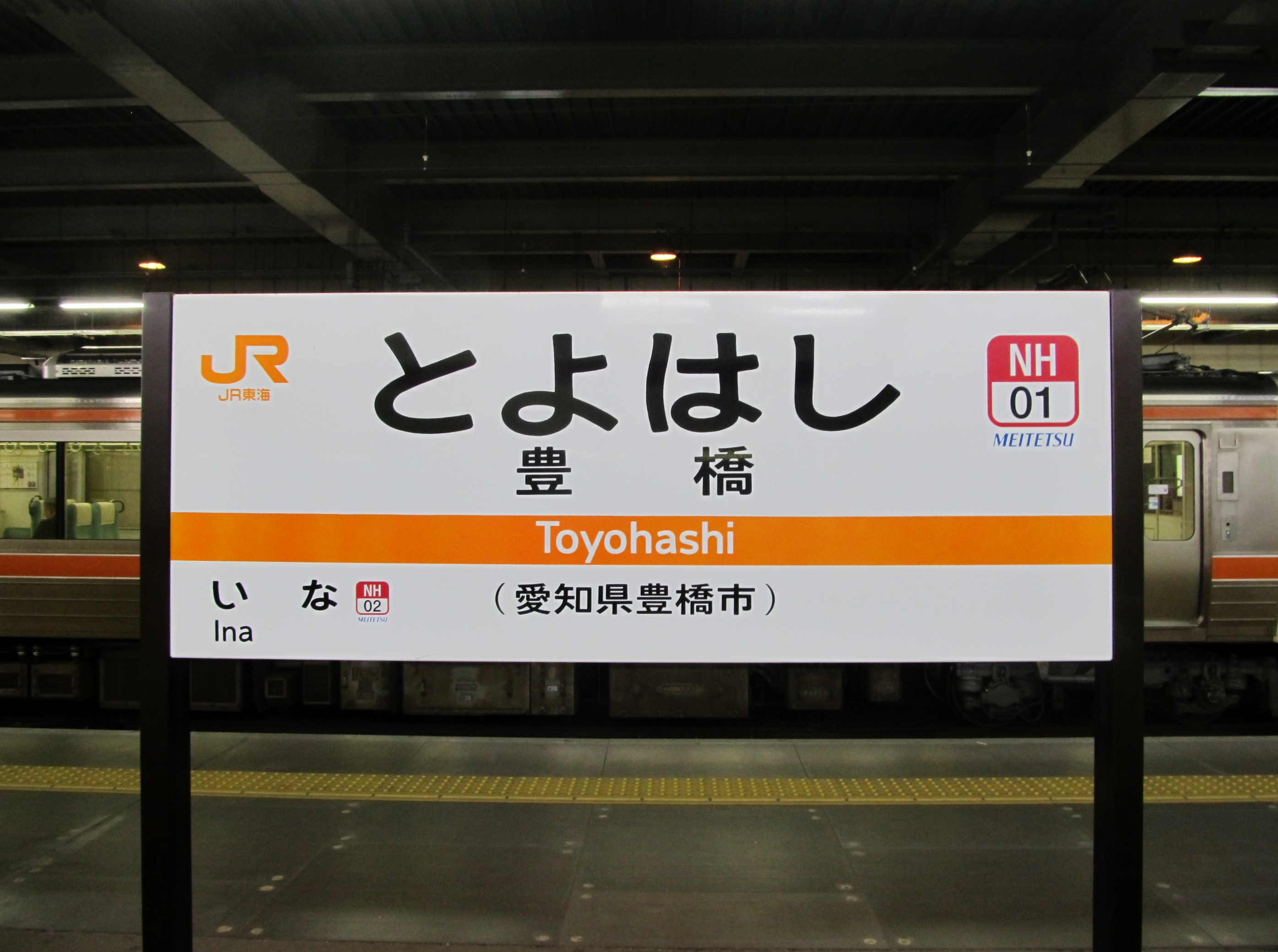
JR東海形式的名鐵線月台站名標記（2016年3月）

#### 新幹線
| 月台   | 路線名       | 方向 | 目的地                   |
| ------ | ------------ | ---- | ------------------------ |
| 11、12 | 東海道新幹線 | 上行 | 新橫濱、東京方向         |
| 13     | 東海道新幹線 | 下行 | 名古屋、京都、新大阪方向 |

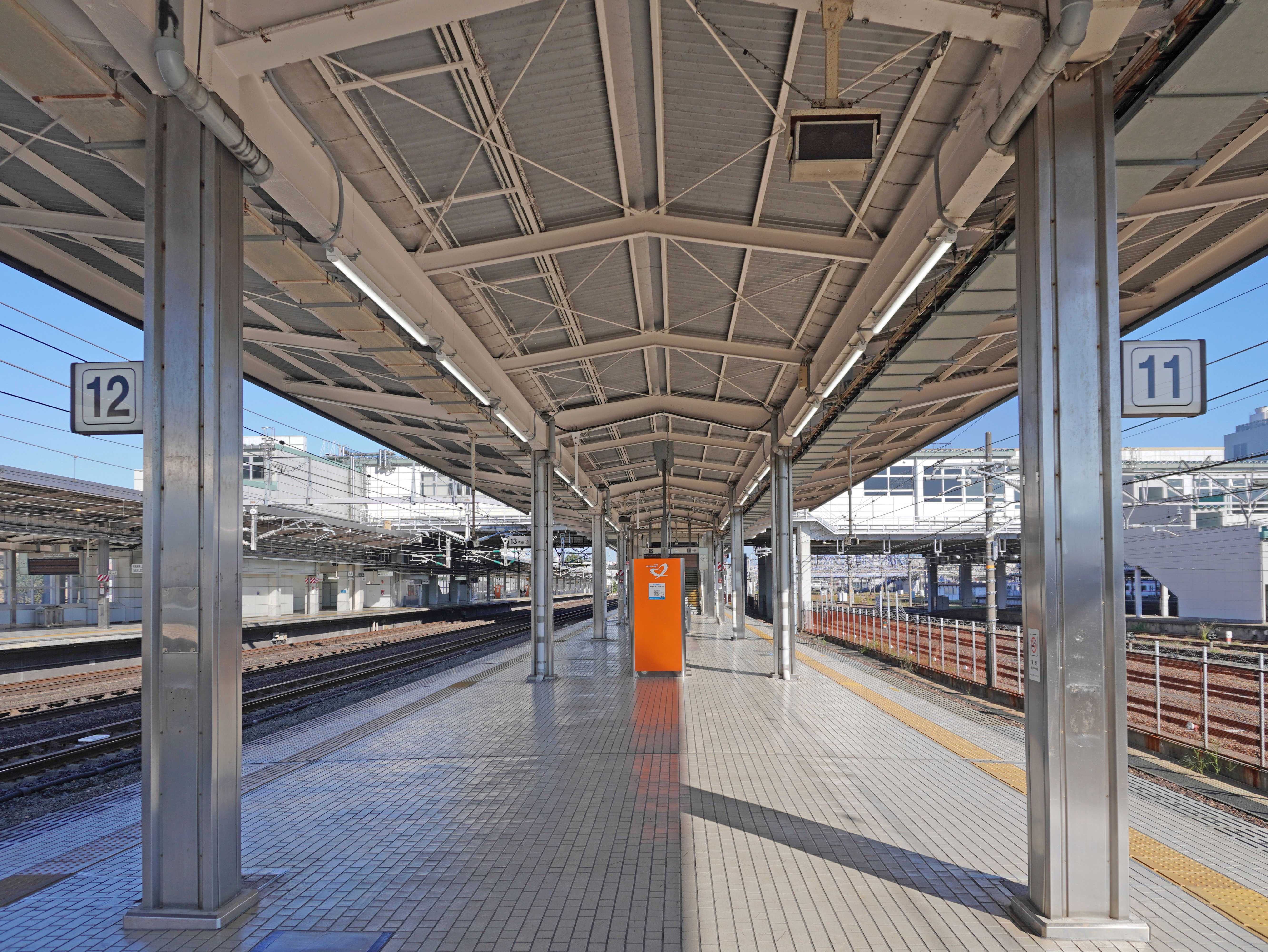
新幹線11・12號月台（2022年10月）
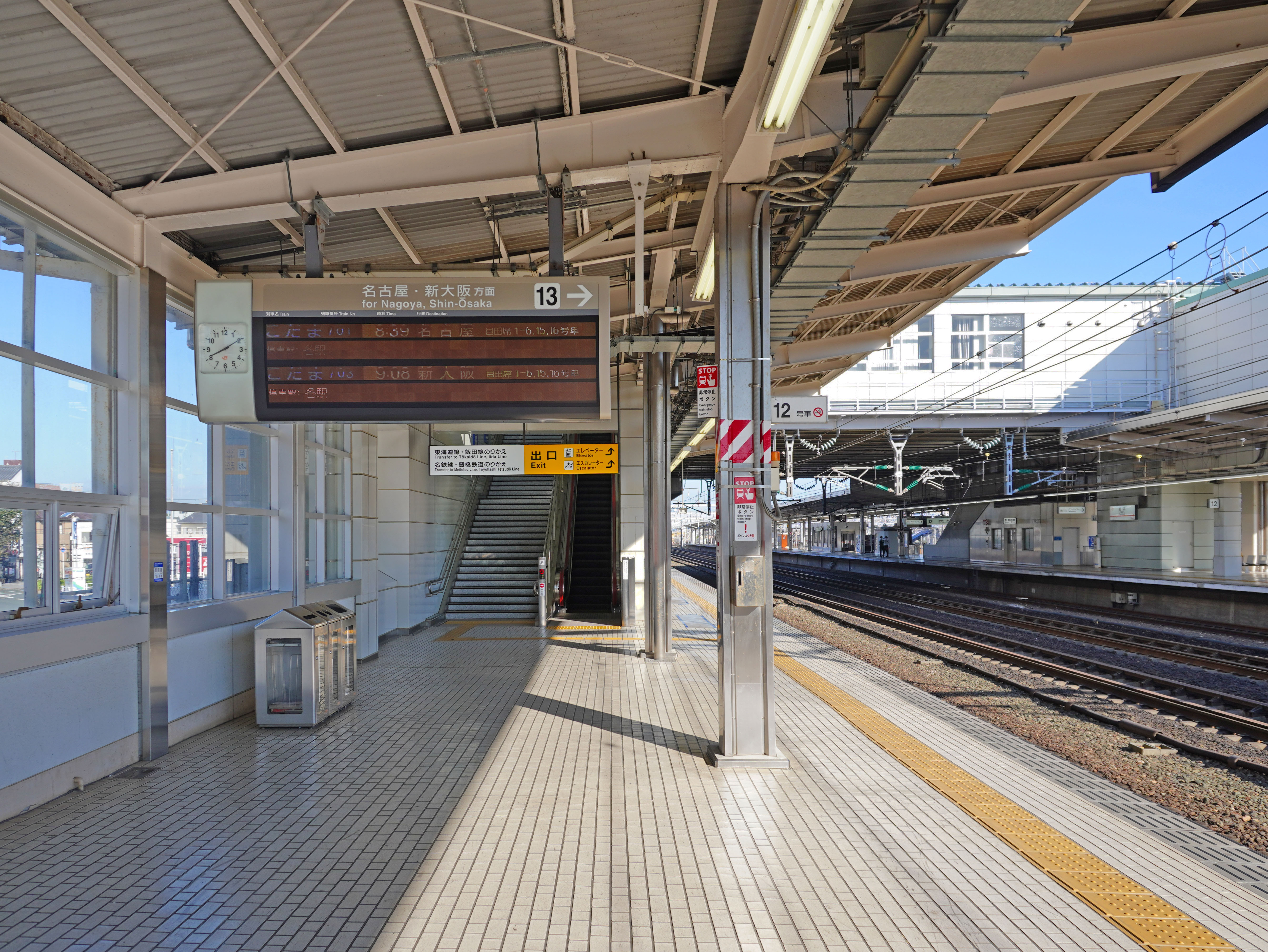
新幹線13號月台（2022年10月）

### 車站配線圖
| ← ■ 新橫濱、 東京方向 ■濱松、 靜岡方向 ■高師、 三河田原方向 | 豐橋站 鐵道配線略圖        | → ■ 名古屋、 新大阪方向 ■岡崎、 名古屋方向 ■豐川、 飯田方向 ■東岡崎、 名鐵名古屋方向 |
|                                                             | ↓ ■ 赤岩口、運動公園前方向 |                                                                                      |
| 图例 参考文献：                                             |                            |                                                                                      |

### 豐橋線外貨運站
雖然名義上是豐橋車站的一部份，但豐橋線外貨運站（豐橋ORS）實際上的位置卻位於豐橋市北島町川原1丁目、也就是東海道本線沿線在船町車站以北、鄰近豐川河岸的廣大三角形腹地上。隸屬於JR貨物的豐橋ORS目前主要是提供貨櫃的集配，並且以一天三班往返的公路貨車，將收到的貨物運送至靜岡縣的西濱松車站，再裝卸到鐵路列車上。在豐橋ORS的貨櫃月台東側，可以見到屬於日本飼料總站（日本飼料ターミナル）所擁有的穀物槽（Silo），但該設施早已在1980年代就已停止使用。

## 使用情況
- JR東海
  - 根據「豐橋市統計書」，2018年度1日平均上車人次為29,316人[5]。
- 名古屋鐵道
  - 根據「豐橋市統計書」，2018年度1日平均上下車人次為35,505人，上車人次為17,737人[5]。
- JR貨物 - 2005年度發送貨物為89,081公噸，到着貨物為51,135公噸。

根據「豐橋市統計書」，JR、名鐵豐橋站1日平均上車人次合計為2007年度42,241人，2008年度42,294人，2009年度40,530人，2010年度41,202人，2011年度41,382人。然而根據名鐵交通廣告與官方網頁，2008年度JR、名鐵豐橋站1日平均上下車人數合計為88,288人。
根據「愛知縣統計年鑑」與「豐橋市統計書」，近年1日平均上車人次推移如下表。然而名鐵上車人次自2005年度以後包括與其他交通機關的聯絡（轉乘）人次，2004年度以前與2005年度以後的數值進行比較時需注意。
| 年度   | JR東海           | 名古屋鐵道       | 來源          |
| 年度   | 1日平均 上車人次 | 1日平均 上車人次 | 來源          |
| ------ | ---------------- | ---------------- | ------------- |
| 1995年 | 26,633           | 19,343           | [ 6 ] [ 7 ]   |
| 1996年 | 26,910           | 19,148           | [ 8 ] [ 9 ]   |
| 1997年 | 26,574           | 18,517           | [ 10 ] [ 11 ] |
| 1998年 | 25,989           | 17,945           | [ 12 ] [ 13 ] |
| 1999年 | 25,355           | 17,455           | [ 14 ] [ 15 ] |
| 2000年 | 25,706           | 16,773           | [ 16 ] [ 17 ] |
| 2001年 | 25,610           | 16,278           | [ 18 ] [ 19 ] |
| 2002年 | 20,323           | 15,657           | [ 20 ] [ 21 ] |
| 2003年 | 25,218           | 15,674           | [ 22 ] [ 23 ] |
| 2004年 | 25,700           | 15,528           | [ 24 ] [ 25 ] |
| 2005年 | 26,342           | 17,336           | [ 26 ] [ 27 ] |
| 2006年 | 26,560           | 17,091           | [ 28 ] [ 29 ] |
| 2007年 | 27,045           | 16,902           | [ 30 ] [ 31 ] |
| 2008年 | 27,313           | 17,037           | [ 32 ] [ 33 ] |
| 2009年 | 26,138           | 16,433           | [ 34 ] [ 35 ] |
| 2010年 | 26,496           | 16,651           | [ 36 ] [ 37 ] |
| 2011年 | 26,571           | 17,009           | [ 38 ]        |
| 2012年 | 26,851           | 16,559           | [ 38 ]        |
| 2013年 | 27,797           | 17,117           | [ 38 ]        |
| 2014年 | 27,424           | 16,992           | [ 38 ]        |
| 2015年 | 28,199           | 17,372           | [ 39 ]        |
| 2016年 | 28,550           | 17,494           | [ 5 ]         |
| 2017年 | 29,045           | 17,639           | [ 5 ]         |
| 2018年 | 29,316           | 17,737           | [ 5 ]         |

## 車站周邊

### 東口
- 豐橋站大樓
- COCOLA FRONT（日语：ココラフロント）
- 豐鐵Terminal Hotel
- 豐橋Green Hotel
- 東橫INN豐橋站東口
- 豐橋商工會議所
- 小孩未來館
- 豐榮大樓 
  - 瑞穗銀行豐橋支店
- 名豐大樓
- 豐橋丸榮
- 精文館書店本店
- 松葉公園
- 豐橋站前郵便局
- 新豐橋站（豐橋鐵道渥美線）
- 站前站（豐橋鐵道東田本線）
- 愛知縣道143號豐橋停車場線（站前大通）
- 愛知縣道388號大山豐橋停車場線、愛知縣道393號豐橋港線、愛知縣道496號白鳥豐橋線
- 廣小路

### 南口
- 新豐橋站大樓（1－3階）
- COCOLA AVENUE

### 西口（西站）

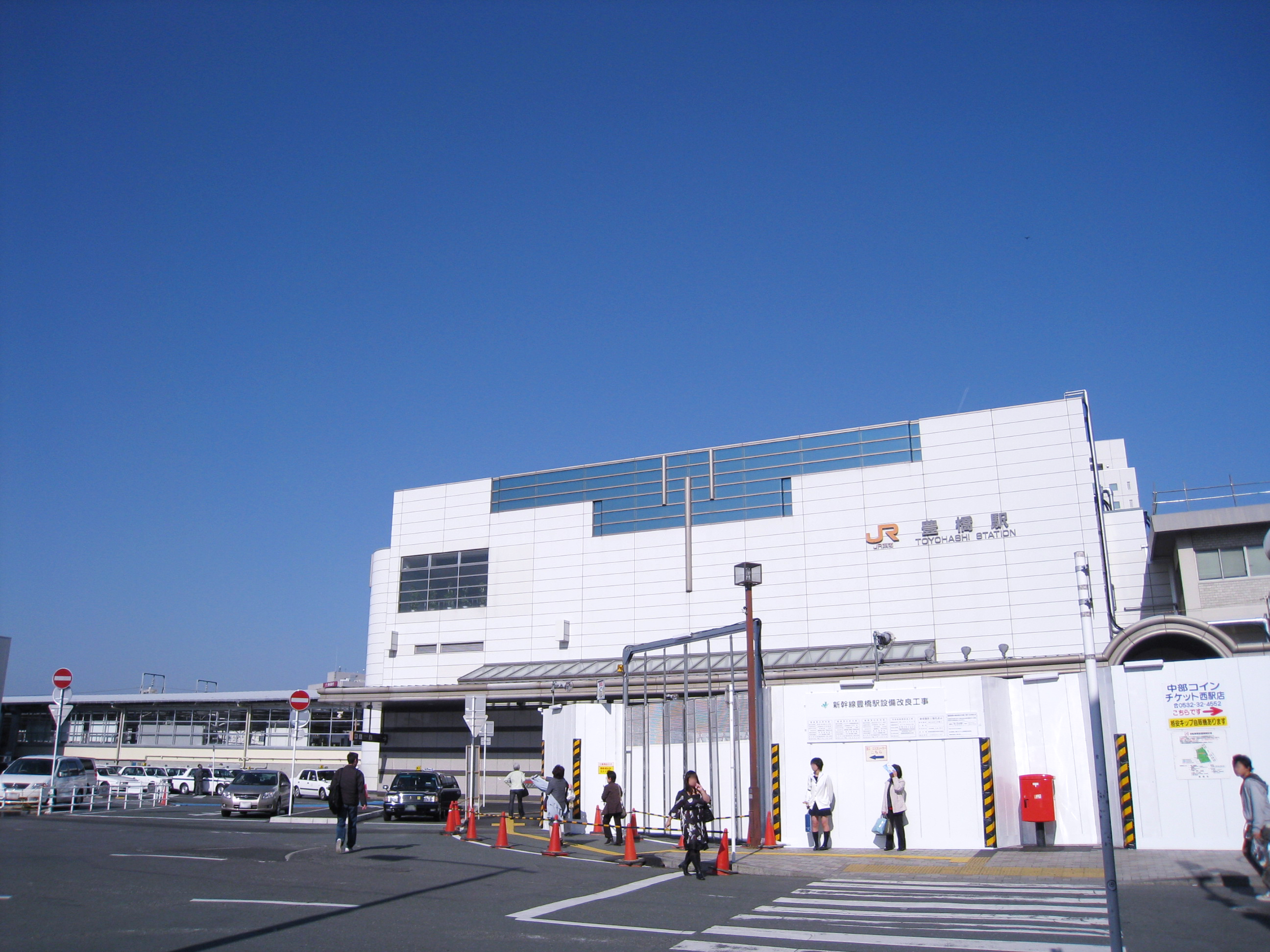
西口

- JR東海豐橋保線所（新幹線） ・岡崎保線區豐橋保線支區（在來線）
- Sala・Gas大樓
- 損保Japan大樓
- Westage豐橋
- Komeda珈琲館
- 成田記念病院

## 相鄰車站
東海旅客鐵道
東海道新幹線（各列車的停車站參見列車條目）
濱松－豐橋－三河安城
 東海道本線
■特別快速（往二川方向自此站起各站停車）
二川（CA41）－豐橋（CA42）－蒲郡（CA47）
■新快速（往二川方向自此站起各站停車）
二川（CA41）－豐橋（CA42）－（部分停靠三河大塚與三河三谷）－蒲郡（CA47）
■快速
豐橋（CA42）－（部分停靠三河三谷）－蒲郡（CA47）
■區間快速、■普通
二川（CA41）－豐橋（CA42）－西小坂井（CA43）
 飯田線
- 特急「伊那路」始發站

■快速（只限到站列車）、■普通（速達列車）
豐橋（CD00）－小坂井（CD03）
■普通（各站停車）
豐橋（CD00）－船町（CD01）
※普通列車的部分（中午近一半）為速達列車，通過船町站、下地站，至小坂井站為止不停車。
名古屋鐵道
 名古屋本線
□快速特急
豐橋－（部分停靠伊奈、國府）－東岡崎（NH13）
■特急
豐橋－（部分停靠伊奈）－國府（NH04）
■急行
豐橋（NH01）－伊奈（NH02）
※通常不設準急、普通列車。

### 來源
1. 1 2  豊橋駅 発駅時刻表 飯田線PDF（JR東海ウェブサイト）、2011年10月5日閲覧
2. 1 2  豊橋駅 発駅時刻表 東海道線〔下〕PDF（JR東海ウェブサイト）、2011年10月5日閲覧
3. ↑  豊橋駅 発駅時刻表 東海道線〔上〕PDF（JR東海ウェブサイト）、2011年10月5日閲覧
4. 1 2 3 4 5  令和元年版豊橋市統計書 10章「運輸・通信」PDF
5. ↑  愛知県統計年鑑 平成9年度刊 鉄道（JR）駅別乗車人員[]
6. ↑  .   [2020-11-01]. （原始内容存档于2015-04-02）.
7. ↑  愛知県統計年鑑 平成10年度刊 鉄道（JR）駅別乗車人員[]
8. ↑  愛知県統計年鑑 平成10年度刊 鉄道（JRを除く私鉄）駅別乗車人員[]
9. ↑  愛知県統計年鑑 平成11年度刊 鉄道（JR）駅別乗車人員[]
10. ↑  愛知県統計年鑑 平成11年度刊 鉄道（JRを除く私鉄）駅別乗車人員[]
11. ↑  愛知県統計年鑑 平成12年度刊 鉄道（JR）駅別乗車人員[]
12. ↑  愛知県統計年鑑 平成12年度刊 鉄道（JRを除く私鉄）駅別乗車人員[]
13. ↑  愛知県統計年鑑 平成13年度刊 鉄道（JR）駅別乗車人員[]
14. ↑  愛知県統計年鑑 平成13年度刊 鉄道（JRを除く私鉄）駅別乗車人員[]
15. ↑  愛知県統計年鑑 平成14年度刊 鉄道（JR）駅別乗車人員[]
16. ↑  愛知県統計年鑑 平成14年度刊 鉄道（JRを除く私鉄）駅別乗車人員[]
17. ↑  愛知県統計年鑑 平成15年度刊 鉄道（JR）駅別乗車人員[]
18. ↑  愛知県統計年鑑 平成15年度刊 鉄道（JRを除く私鉄）駅別乗車人員[]
19. ↑  愛知県統計年鑑 平成16年度刊 鉄道（JR）駅別乗車人員[]
20. ↑  愛知県統計年鑑 平成16年度刊 鉄道（JRを除く私鉄）駅別乗車人員[]
21. ↑  愛知県統計年鑑 平成17年度刊 鉄道（JR）駅別乗車人員[]
22. ↑  愛知県統計年鑑 平成17年度刊 鉄道（JRを除く私鉄）駅別乗車人員[]
23. ↑  愛知県統計年鑑 平成18年度刊 鉄道（JR）駅別乗車人員[]
24. ↑  愛知県統計年鑑 平成18年度刊 鉄道（JRを除く私鉄）駅別乗車人員[]
25. ↑  愛知県統計年鑑 平成19年度刊 鉄道（JR）駅別乗車人員[]
26. ↑  愛知県統計年鑑 平成19年度刊 鉄道（JRを除く私鉄）駅別乗車人員[]
27. ↑  .   [2020-11-01]. （原始内容存档于2012-05-17）.
28. ↑  .   [2020-11-01]. （原始内容存档于2012-05-17）.
29. ↑  .   [2020-11-01]. （原始内容存档于2015-01-28）.
30. ↑  .   [2020-11-01]. （原始内容存档于2015-01-28）.
31. ↑  愛知県統計年鑑 平成22年度刊 鉄道（JR）駅別乗車人員[]
32. ↑  愛知県統計年鑑 平成22年度刊 鉄道（JRを除く私鉄）駅別乗車人員[]
33. ↑  愛知県統計年鑑 平成23年度刊 鉄道（JR）駅別乗車人員[]
34. ↑  愛知県統計年鑑 平成23年度刊 鉄道（JRを除く私鉄）駅別乗車人員[]
35. ↑  愛知県統計年鑑 平成24年度刊 鉄道（JR）駅別乗車人員[]
36. ↑  .   [2020-11-01]. （原始内容存档于2013-10-22）.
37. 1 2 3 4  平成27年度版豊橋市統計書  10章「運輸・通信」PDF
38. ↑  平成28年版豊橋市統計書 10章「運輸・通信」PDF

## 外部連結
- 豐橋 - 東海旅客鐵道
- 豐橋 - 名古屋鐵道

34°45′46″N 137°22′52″E / 34.76278°N 137.38111°E